# Tobin Bell
Joseph Henry Tobin Jr., ismertebb nevén Tobin Bell (Queens, 1942. augusztus 7. –) amerikai színész.
Legemlékezetesebb alakítása John Kramer, vagyis a Kirakós gyilkos volt a tíz filmből álló Fűrész (2004–2023) sorozatban. A szereplő hangját két kapcsolódó videójátékban is kölcsönözte.

## Élete és pályafutása
Queensben született, anyja színésznő volt, apja pedig az egyik megalapítója volt egy massachusetts-i rádióállomásnak, amely államban ő is felcseperedett. Őt magát is érdekelte a műsorvezetés és az írás, ezért ilyen irányban tanult tovább, majd a környezetvédelem területén szerzett diplomát. Egy egyetemi szeminárium során találkozott a színészettel, és ez meghatározónak bizonyult, ezután kezdett színésznek tanulni. 
Az 1970-es évek végétől kezdett különböző, sokszor nagyobb nevű rendezők és színészek által készült filmekben is szerepelni, ezek jellemzően kisebb statisztaszerepek voltak. Bell az 1980-as és az 1990-es években is alapvetően nagy filmek kis szerepeit alakította: ismertebb filmjei voltak a Manhattan (1977), Az ítélet (1982), az Aranyoskám (1982), a Lángoló Mississippi (1988), a Csőre töltve (1990), a Nagymenők (1990), a Ruby, a Kennedy-gyilkosság másik arca (1992), a Forráspont (1993), a Célkeresztben (1993), A cég (1993), a Bűvölet (1993), a Gyorsabb a halálnál (1995), a Riválisok 4. – Figyelmeztetés nélkül (1998) és szinkronszínészként az Irány Eldorádó (2000). Időnként voltak dramaturgiailag fontosabb szerepei is, például a Célkeresztben bűnözőjeként vagy A cég bérgyilkosaként. 
Különböző tévéfilmekben és tévésorozatokban is vendégszerepelt, ilyenek voltak többek közt a Seinfeld, a Vészhelyzet, a Csillagkapu, a Walker, a texasi kopó, az X-akták, a Maffiózók, és a 24.
Ismertté a 2004-es Fűrész című horrorfilm tette, aminek későbbi folytatásaiban is szerepelt, ezekben a filmekben ő volt Jigsaw/John Kramer, a halálos csapdák kitalálója, illetve azok inspirátora.

## Filmográfia

### Film
| Év   | Magyar cím                            | Eredeti cím                             | Szerep                        | Magyar hang                           |
| ---- | ------------------------------------- | --------------------------------------- | ----------------------------- | ------------------------------------- |
| 1979 | Manhattan                             | Manhattan                               | férfi az utcán                |                                       |
| 1981 | A hétköznapi őrület meséi             | Tales of Ordinary Madness               | bárlátogató                   |                                       |
| 1982 | Sophie választása                     | Sophie's Choice                         | riporter                      |                                       |
| 1982 | Az ítélet                             | The Verdict                             | bírósági megfigyelő           |                                       |
| 1982 | Aranyoskám                            | Tootsie                                 | pincér                        |                                       |
| 1985 |                                       | Turk 182!                               | őrmester a hídon              |                                       |
| 1988 | Lángoló Mississippi                   | Mississippi Burning                     | Stokes ügynök                 | Szőke-Kavinszky András                |
| 1989 | Egy ártatlan ember                    | An Innocent Man                         | Zeke                          |                                       |
| 1990 |                                       | False Identity                          | Marshall Errickson            |                                       |
| 1990 | Csőre töltve                          | Loose Cannons                           | Gerber                        |                                       |
| 1990 | Nagymenők                             | Goodfellas                              | pártfogó felügyelő            |                                       |
| 1992 | Ruby, a Kennedy-gyilkosság másik arca | Ruby                                    | David Ferrie                  | Zubornyák Zoltán                      |
| 1993 | Forráspont                            | Boiling Point                           | Roth                          | Forgács Gábor                         |
| 1993 | A cég                                 | The Firm                                | bérgyilkos                    | Incze József                          |
| 1993 | Célkeresztben                         | In the Line of Fire                     | Mendoza                       | Faragó József                         |
| 1993 | Bűvölet                               | Malice                                  | Earl Leemus                   | Németh Gábor                          |
| 1995 | Sorozatgyilkos                        | Serial Killer                           | William Lucian Morrano        | Bácskai János                         |
| 1995 | Gyorsabb a halálnál                   | The Quick and the Dead                  | Dog Kelly                     | Áron László                           |
| 1995 | Gyorsabb a halálnál                   | The Quick and the Dead                  | Dog Kelly                     | Varga Tamás                           |
| 1996 |                                       | Cheyenne                                | Marshal Toynbee               |                                       |
| 1998 | Rekviem egy nyomozóért                | Brown's Requiem                         | Stan                          |                                       |
| 1998 | Óvszer módszer                        | Overnight Delivery                      | John Dwayne Beezly            | Varga Tamás                           |
| 1998 | Riválisok 4. – Figyelmeztetés nélkül  | Best of the Best 4: Without Warning     | Lukast Slava                  | Harsányi Gábor                        |
| 1999 | A negyedik emelet                     | The 4th Floor                           | lakatos                       |                                       |
| 2000 | Irány Eldorádó                        | The Road to El Dorado                   | Zaragoza (hangja)             |                                       |
| 2001 |                                       | Good Neighbor                           | Geoffrey Martin               |                                       |
| 2002 | Fekete maszk 2.                       | Black Mask 2: City of Masks             | Moloch                        |                                       |
| 2003 | Tomboló föld                          | Power Play                              | Clemens                       |                                       |
| 2004 | Fűrész                                | Saw                                     | John Kramer / Kirakós gyilkos | Földi Tamás                           |
| 2005 | Fűrész II.                            | Saw II                                  | John Kramer / Kirakós gyilkos | Végvári Tamás                         |
| 2006 | Fűrész III.                           | Saw III                                 | John Kramer / Kirakós gyilkos | Végvári Tamás                         |
| 2007 | Élve eltemetve                        | Buried Alive                            | Lester                        | Barbinek Péter                        |
| 2007 | Ragadozó csajok 2.                    | Decoys 2: Alien Seduction               | Erwin Buckton professzor      | Berzsenyi Zoltán                      |
| 2007 | A szörny, akit hívtam                 | The Haunting Hour: Don't Think About It | Idegen                        | Imre István                           |
| 2007 | Boogeyman 2.                          | Boogeyman 2                             | Dr. Mitchell Allen            | Rosta Sándor                          |
| 2007 | Fűrész IV.                            | Saw IV                                  | John Kramer / Kirakós gyilkos | Végvári Tamás                         |
| 2008 | Fűrész V.                             | Saw V                                   | John Kramer / Kirakós gyilkos | Végvári Tamás                         |
| 2009 | Fűrész VI.                            | Saw VI                                  | John Kramer / Kirakós gyilkos | Végvári Tamás                         |
| 2010 | Fűrész 3D                             | Saw 3D                                  | John Kramer / Kirakós gyilkos | Barbinek Péter                        |
| 2014 |                                       | Dark House                              | Seth                          |                                       |
| 2014 | A megtaláló                           | Finders Keepers                         | Dr. Freeman                   | Fodor Tamás                           |
| 2015 |                                       | Phantom Halo                            | Smashmouth                    |                                       |
| 2015 |                                       | Manson Family Vacation                  | Blackbird                     |                                       |
| 2016 |                                       | Rainbow Time                            | Peter                         |                                       |
| 2017 | Fűrész – Újra játékban                | Jigsaw                                  | John Kramer / Kirakós gyilkos | Fodor Tamás                           |
| 2017 | Fűrész – Újra játékban                | Jigsaw                                  | John Kramer / Kirakós gyilkos | Papucsek VilmosBartók László (hangja) |
| 2017 |                                       | The Sandman                             | Valentine                     |                                       |
| 2017 |                                       | 12 Feet Deep                            | McGradey                      |                                       |
| 2019 |                                       | Belzebuth                               | Vasilio Canetti               |                                       |
| 2020 | A utolsó hívás                        | The Call                                | Edward Cranston               | Németh Gábor                          |
| 2023 | Fűrész X.                             | Saw X                                   | John Kramer / Kirakós gyilkos | Fodor Tamás                           |

### Televízió

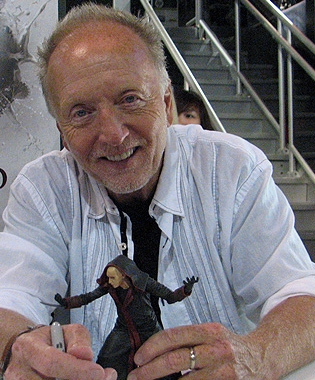
A 2010-es Comic-Con Internationalen

| Év        | Magyar cím                   | Eredeti cím                                          | Szerep                            | Megjegyzések                                  |
| --------- | ---------------------------- | ---------------------------------------------------- | --------------------------------- | --------------------------------------------- |
| 1983      | Állatfogó kommandó           | Svengali                                             | pincér                            | tévéfilm                                      |
| 1987–1988 |                              | The Equalizer                                        | Weber / Cronin / megbízott titkár | 3 epizód                                      |
| 1989      | A tökéletes tanú             | Perfect Witness                                      | Dillon                            | - tévéfilm - magyar hangja: - Kiss Gábor      |
| 1990      |                              | Alien Nation                                         | Brian Knox                        | 1 epizód                                      |
| 1990      | Jake meg a dagi              | Jake and the Fatman                                  | Vic                               | 1 epizód                                      |
| 1990      |                              | Broken Badges                                        | Martin Valentine                  | 1 epizód                                      |
| 1991      |                              | Love, Lies and Murder                                | Al Stutz                          | tévéfilm                                      |
| 1991      | Kalóz Jack száz élete        | The 100 Lives of Black Jack Savage                   | Tony Gianini                      | - 1 epizód - magyar hangja: - Csurka László   |
| 1991      | A maffia lánya               | Vendetta: Secrets of a Mafia Bride                   | csapos                            | tévéfilm                                      |
| 1992      |                              | Mann & Machine                                       | Richards                          | 1 epizód                                      |
| 1992      |                              | Calendar Girl, Cop, Killer? The Bambi Bembenek Story | Dan Cushman                       | tévéfilm                                      |
| 1992      | Drága testek                 | Silk Stalkings                                       | Emil Rossler                      | 1 epizód                                      |
| 1993      | Seinfeld                     | Seinfeld                                             | Ron                               | 1 epizód                                      |
| 1993      | Kemény lóvé                  | Sex, Love, and Cold Hard Cash                        | Mansfield                         | tévéfilm                                      |
| 1993      | New York rendőrei            | NYPD Blue                                            | Donald Selness                    | 2 epizód                                      |
| 1994      | Vérvörös                     | Deep Red                                             | Warren Rickman                    | - tévéfilm - magyar hangja: - Harsányi Gábor  |
| 1994      |                              | Dead Man's Revenge                                   | Bullock                           | tévéfilm                                      |
| 1994      | Vészhelyzet                  | ER                                                   | kórházi adminisztrátor            | - 1 epizód - magyar hangja: - Németh Gábor    |
| 1994      | Halálfélelem                 | Mortal Fear                                          | Dr. Alvin Hayes                   | - tévéfilm - magyar hangja: - Németh Gábor    |
| 1994      |                              | New Eden                                             | Ares                              | tévéfilm                                      |
| 1995      |                              | Under Suspicion                                      | Ron O'Keefe                       | 1 epizód                                      |
| 1996      | A bébiszitter megrontója     | The Babysitter's Seduction                           | Frank O'Keefe nyomozó             | - tévéfilm - magyar hangja: - Várkonyi András |
| 1996      |                              | The Lazarus Man                                      | ismeretlen szerep                 | 1 epizód                                      |
| 1996      |                              | Murder One                                           | Jerry Albanese                    | 1 epizód                                      |
| 1996      | Levélbomba                   | Unabomber: The True Story                            | Theodore Kaczynski                | - tévéfilm - magyar hangja: - Fülöp Zsigmond  |
| 1996      | Chicago Hope kórház          | Chicago Hope                                         | Luther Evans                      | 1 epizód                                      |
| 1997      | Nikita, a bérgyilkosnő       | La Femme Nikita                                      | Perry Bauer                       | 1 epizód                                      |
| 1997      | Nash Bridges – Trükkös hekus | Nash Bridges                                         | William Boyd                      | 1 epizód                                      |
| 1998      | Csillagkapu                  | Stargate SG-1                                        | Omoc                              | 1 epizód                                      |
| 1998      |                              | One Hot Summer Night                                 | Vincent "Coupe" De Ville          | tévéfilm                                      |
| 1998      | Walker, a texasi kopó        | Walker, Texas Ranger                                 | Karl Storm                        | 2 epizód                                      |
| 1998      | Az igazságosztó              | Vengeance Unlimited                                  | Teddy Hix                         | 1 epizód                                      |
| 1999      |                              | Strange World                                        | Owen Sassen                       | 1 epizód                                      |
| 1999      | A Kaméleon                   | The Pretender                                        | Mr. White                         | 1 epizód                                      |
| 2000      | X-akták                      | The X-Files                                          | Darryl Weaver                     | 1 epizód                                      |
| 2000      |                              | Harsh Realm                                          | Slater                            | 1 epizód                                      |
| 2001      | Még egyszer és újra          | Once and Again                                       | öltönyös férfi                    | 1 epizód                                      |
| 2001      | Maffiózók                    | The Sopranos                                         | Carl Zwingli őrmester             | 1 epizód                                      |
| 2001      | Őrangyal                     | The Guardian                                         | Mr. Pierce                        | 1 epizód                                      |
| 2001      | Alias                        | Alias                                                | Karl Dreyer ügynök                | 2 epizód                                      |
| 2002      | Bűbájos boszorkák            | Charmed                                              | Orin                              | 1 epizód                                      |
| 2002      | Az elnök emberei             | The West Wing                                        | Whitcomb ezredes                  | 1 epizód                                      |
| 2003      | 24                           | 24                                                   | Peter Kingsley                    | - 4 epizód - magyar hangja: - Barbinek Péter  |
| 2004      |                              | Revelations                                          | Nathan Volk                       | 5 epizód                                      |
| 2007      |                              | The Kill Point                                       | Alan Beck                         | 6 epizód                                      |
| 2014      | Gyilkos elmék                | Criminal Minds                                       | Malachi Lee                       | 1 epizód                                      |
| 2014      |                              | Wilfred                                              | Charles                           | 1 epizód                                      |
| 2016      | Ármány és szenvedély         | Days of our Lives                                    | Yo Ling                           | 4 epizód                                      |
| 2016–2017 | Flash – A Villám             | The Flash                                            | Doctor Alchemy / Savitar (hangja) | 15 epizód                                     |

### Videójátékok
| Év   | Cím                   | Szerep                                          |
| ---- | --------------------- | ----------------------------------------------- |
| 2009 | Saw                   | John Kramer (Jigsaw) / Kirakós gyilkos (hangja) |
| 2010 | Saw II: Flesh & Blood | John Kramer (Jigsaw) / Kirakós gyilkos (hangja) |

## Fordítás
- Ez a szócikk részben vagy egészben  a   Tobin Bell című angol Wikipédia-szócikk ezen változatának fordításán alapul.  Az eredeti cikk szerkesztőit annak laptörténete sorolja fel. Ez a jelzés csupán a megfogalmazás eredetét és a szerzői jogokat jelzi, nem szolgál a cikkben szereplő információk forrásmegjelöléseként.